# Custodi di quella fede
Custodi di quella fede je papeška okrožnica, ki jo je napisal papež Leon XIII. leta 1892.
S to okrožnico, ki je bila naslovnjena Italijanom, je papež obsodil prostozidarstvo.